# Bergenia crassifolia
Bergenia crassifolia ((L.) Fritsch, 1889) è una pianta ornamentale appartenente alla famiglia delle Saxifragaceae, originaria della Siberia.
Questa specie è comunemente nota come giuseppina o fiore di San Giuseppe, perché fiorisce intorno al 19 marzo.

## Descrizione

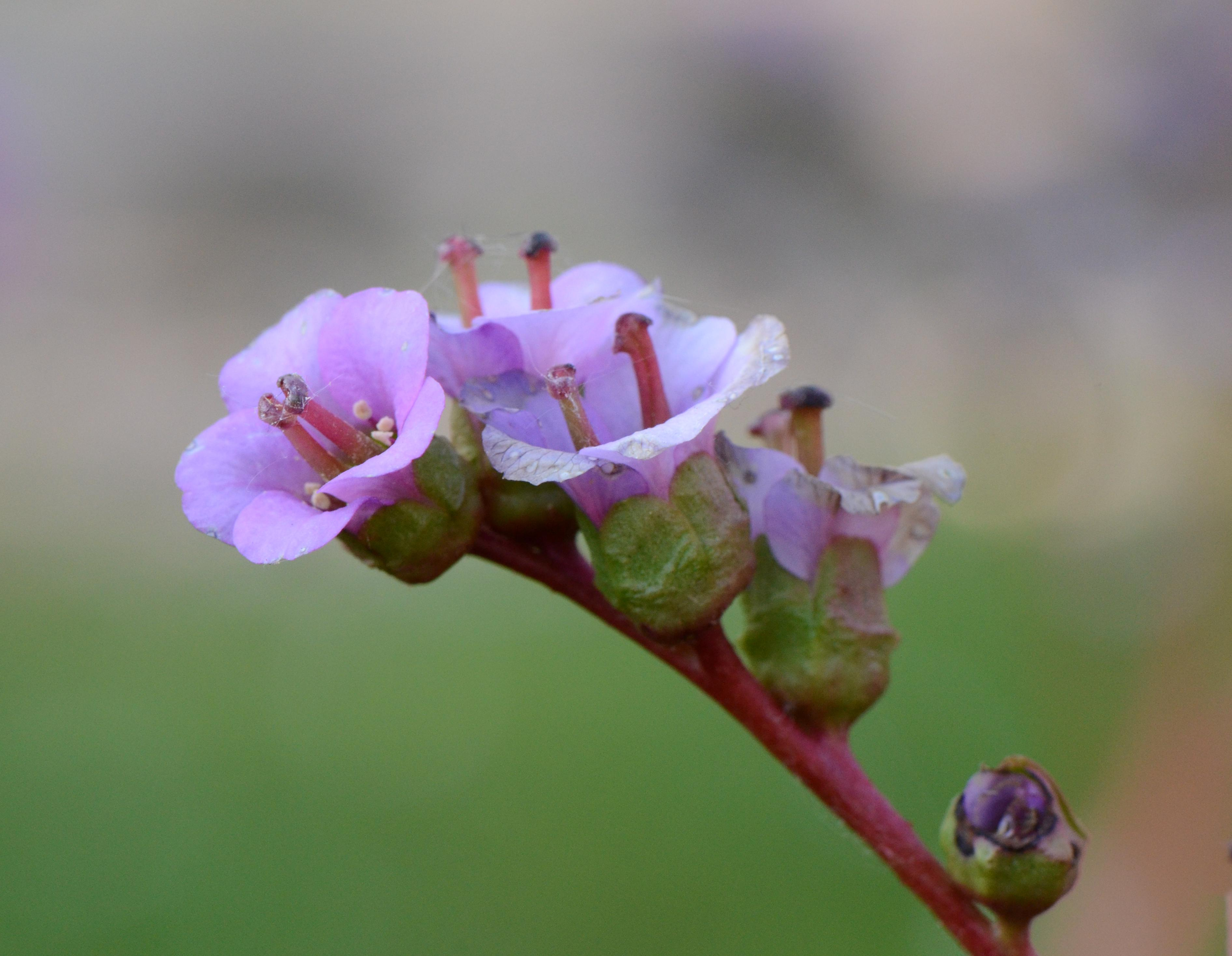
Infiorescenza di B. crassifolia.

Bergenia crassifolia è una pianta erbacea, perenne, latifoglia e sempreverde; ha radici rizomatose e mediamente vigorose, con la tendenza a svilupparsi molto orizzontalmente. Raggiunge un'altezza massima di 30 cm.
Ha grandi foglie di colore verde lucido, rotondeggianti.
Presenta delle infiorescenze a pannocchia con molti fiori di colore bianco, rosa, porpora, rosso.  L'antesi avviene verso la fine del periodo invernale, protraendosi per parte del periodo primaverile.

## Distribuzione e habitat
Questa specie è originaria di Asia Centrale e Russia asiatica anche se, data la sua popolarità come pianta ornamentale, risulta introdotta per opera dell'uomo in diversi paesi europei.

## Coltivazione
Terreno: si adatta a qualsiasi tipo di terreno, basta che sia ben drenato.
Esposizione: si adatta a qualunque esposizione (sole, ombra, mezz'ombra).
Temperatura: sopporta bene sia temperature molto fredde che molto calde.
Annaffiature: richiede abbondanti annaffiature: è necessario mantenere il terreno sempre umido, evitando i ristagni. 
Si possono ridurre le annaffiature in inverno durante il periodo di riposo vegetativo.
Potatura: non richiede potature. È opportuno rimuovere i fiori appassiti per prolungarne la fioritura.
Concimazioni: nel periodo vegetativo va concimata ogni 15-20 giorni con concime per piante fiorite.
Propagazione: a marzo (o settembre nei climi miti) è possibile dividere i cespi mantenendo su ciascuno delle radici vigorose.

### Avversità
Raramente soffre di malattie.
Può subire attacchi fungini.

## Usi
Bergenia crassifolia era un tempo impiegata per ornamento nei giardini, ma negli ultimi decenni è stata quasi dimenticata. Esistono un certo numero di cultivar ornamentali di vari colori.